# Cavaillon
Cavaillon (okzitanisch Cavalhon) ist eine französische Gemeinde mit 25.890 Einwohnern (Stand 1. Januar 2022) im Département Vaucluse in der Region Provence-Alpes-Côte d’Azur. Sie gehört zum Arrondissement Apt. Cavaillon war Sitz des Bistums Cavaillon, das 1801 im Erzbistum Avignon aufging.
Das Gemeindegebiet liegt an der Mündung des Coulon in die Durance im Regionalen Naturpark Luberon.

## Geschichte
Keltische Cavarer gründeten auf dem 180 Meter hohen St.-Jacques-Hügel aus militärischen Gründen ein Oppidum, das lange unter der Herrschaft Marseilles stand. Als die Römer die Siedlung übernahmen, verlegten sie sie vom Hügel in die Ebene und nannten die wohlhabende Kolonie Cabellio. Stummer Zeuge dieser Epoche ist der aus Bruchstücken rekonstruierte römische Quadrifrons aus Augusteischer Zeit.
Cavaillon gehörte zum päpstlichen Herrschaftsgebiet Comtat Venaissin. 1251 weihte Papst Innozenz IV. die romanische Kathedrale St.-Véran. Die Kathedrale besitzt einen reich verzierten polygonalen Chor und erhielt 1653 eine für die Provence einmalige große vergoldete Barockorgel. Das Übrige des Kircheninneren wurde durch die übereifrigen Bemühungen der Jahrhunderte nicht zu seinem Vorteil verändert. Neben der Kathedrale befindet sich ein schlichter harmonischer romanischer Kreuzgang.
Dank der Asylpolitik des Papsttums war Cavaillon neben Carpentras, Avignon und L’Isle-sur-la-Sorgue ein wichtiges Zentrum und Fluchtpunkt des französischen Judentums vor der Verfolgung unter Philipp dem Schönen. Auch Cavaillon verfügte über eine carrière, ein Ghetto, in dem bereits im 14. Jahrhundert eine Synagoge bestand, die 1772 durch einen Neubau ersetzt wurde.
Als die Nationalsozialisten 1944 den letzten Zug mit Juden zur Vernichtung aus Südfrankreich über die Durance leiten wollten, musste der aus geschlossenen Güterwagen bestehende, vollbesetzte Zug mehrere Tage in brütender Hitze ohne Wasser oder Verpflegung wegen der zerstörten Eisenbahnbrücke auf seine Weiterfahrt in das Sammellager Drancy warten. 

### Bevölkerungsentwicklung
| Jahr                       | 1962   | 1968   | 1975   | 1982   | 1990   | 1999   | 2006   | 2018   |
| Einwohner                  | 17.058 | 18.544 | 21.259 | 20.615 | 23.102 | 24.563 | 25.819 | 26.198 |
| Quellen: Cassini und INSEE |        |        |        |        |        |        |        |        |

## Sehenswürdigkeiten
Unter der Synagoge befand sich einst eine Bäckerei, die ungesäuertes Brot herstellte. Anstelle der Bäckerei ist dort heute das Musée Juif Comtadin (Komtadinisches Jüdisches Museum) als einzige Erinnerung an eine bis zur Französischen Revolution große jüdische Gemeinde untergebracht. Neben liturgischen Geräten, Manuskripten, Grabstelen und einem schmiedeeisernen Gitter enthält es auch Torarollen. Im Untergeschoss befindet sich eine Mikwe, ein kultisches Reinigungsbad für Frauen und Männer.
Im Archäologiemuseum in einer ehemaligen Barockkapelle des ehemaligen Krankenhauses L’hôtel-Dieu von 1753 werden neben Salbentöpfen aus Glas und Fayence, Keramik, Münzen und Urnen auch Exponate aus der kelto-ligurischen Phase des Ortes präsentiert.
Neben dem 1880 aufgestellten arc romain, dem römischen Bogen, ist auch die Porte d’Avignon als Rest der mittelalterlichen Stadtmauer sehenswert.
Vom Gipfel des Colline St.-Jacques, auf dem eine kleine romanische Kapelle steht, hat man einen schönen Blick auf die Stadt und bei guter Fernsicht auf den Mont Ventoux.

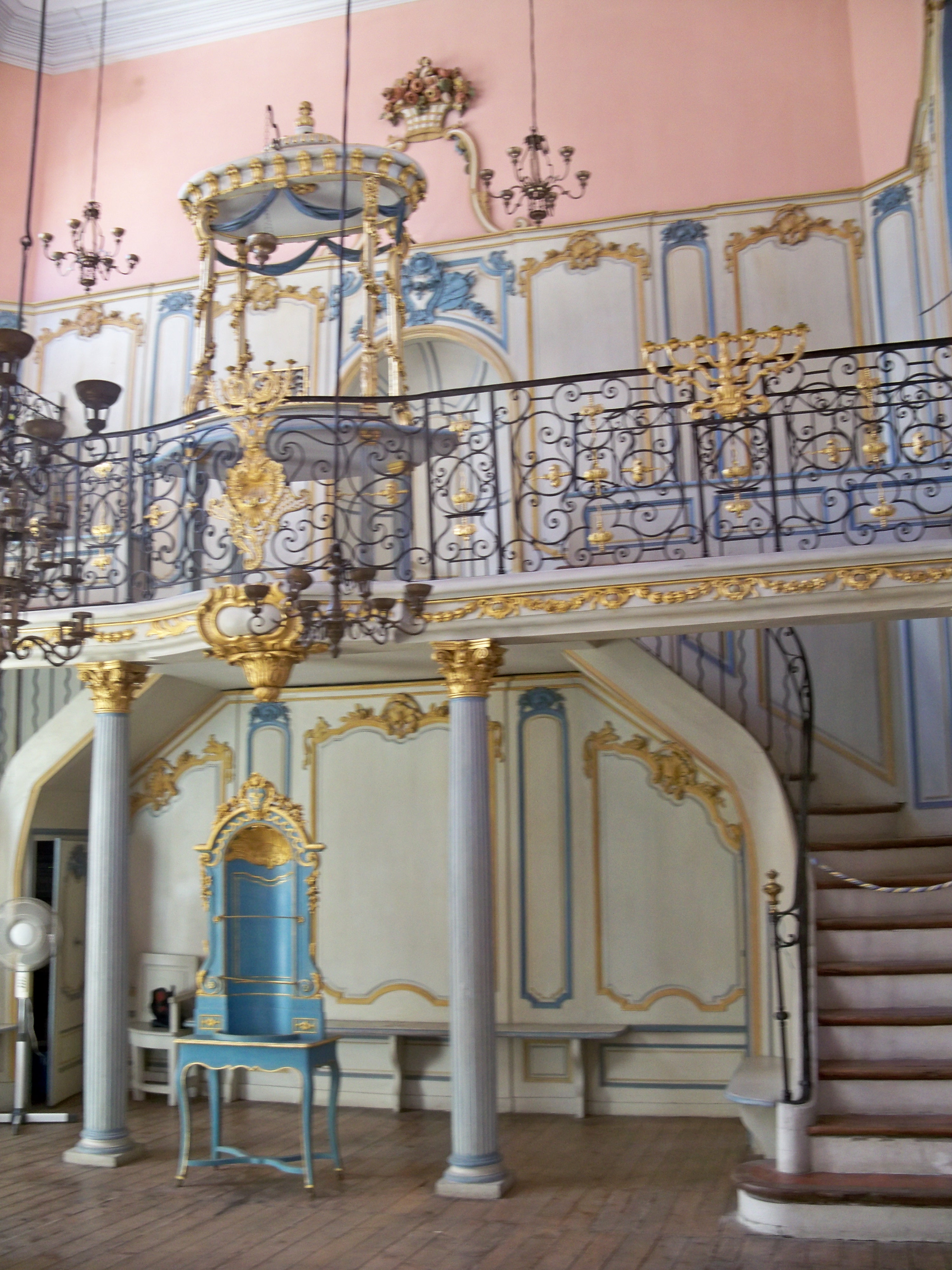
Innenansicht der Synagoge
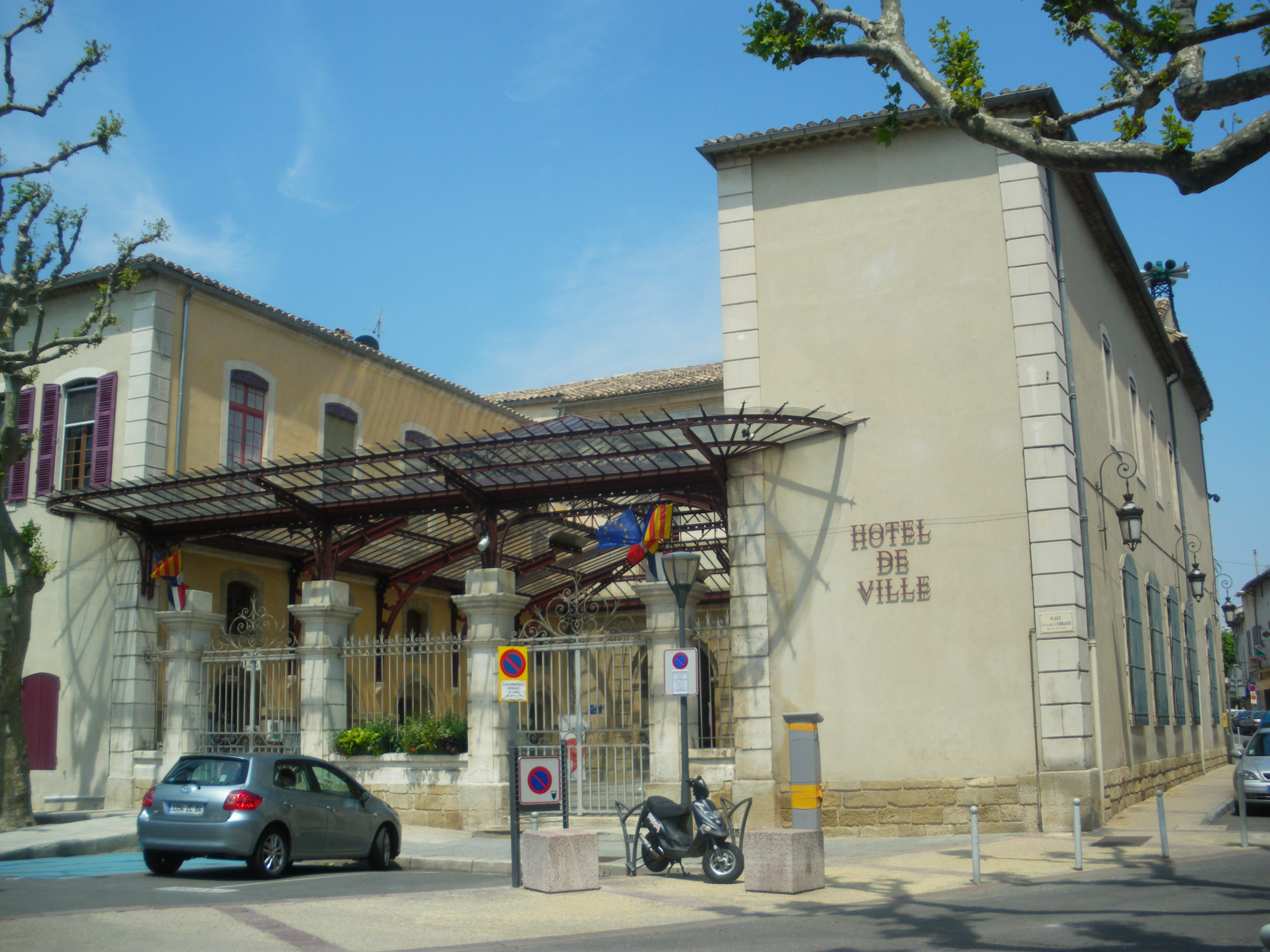
Rathaus Cavaillon
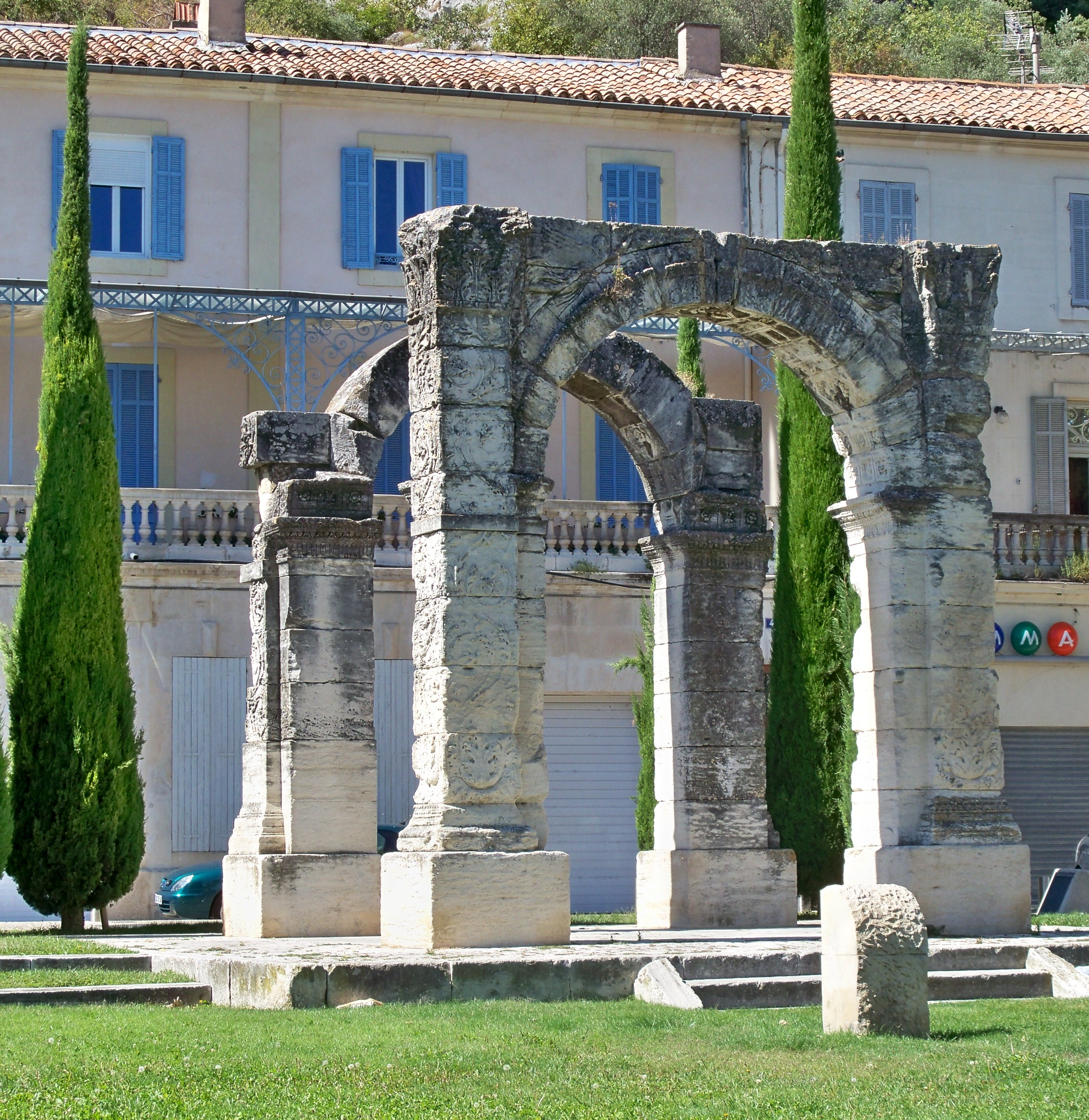
Römischer Bogen
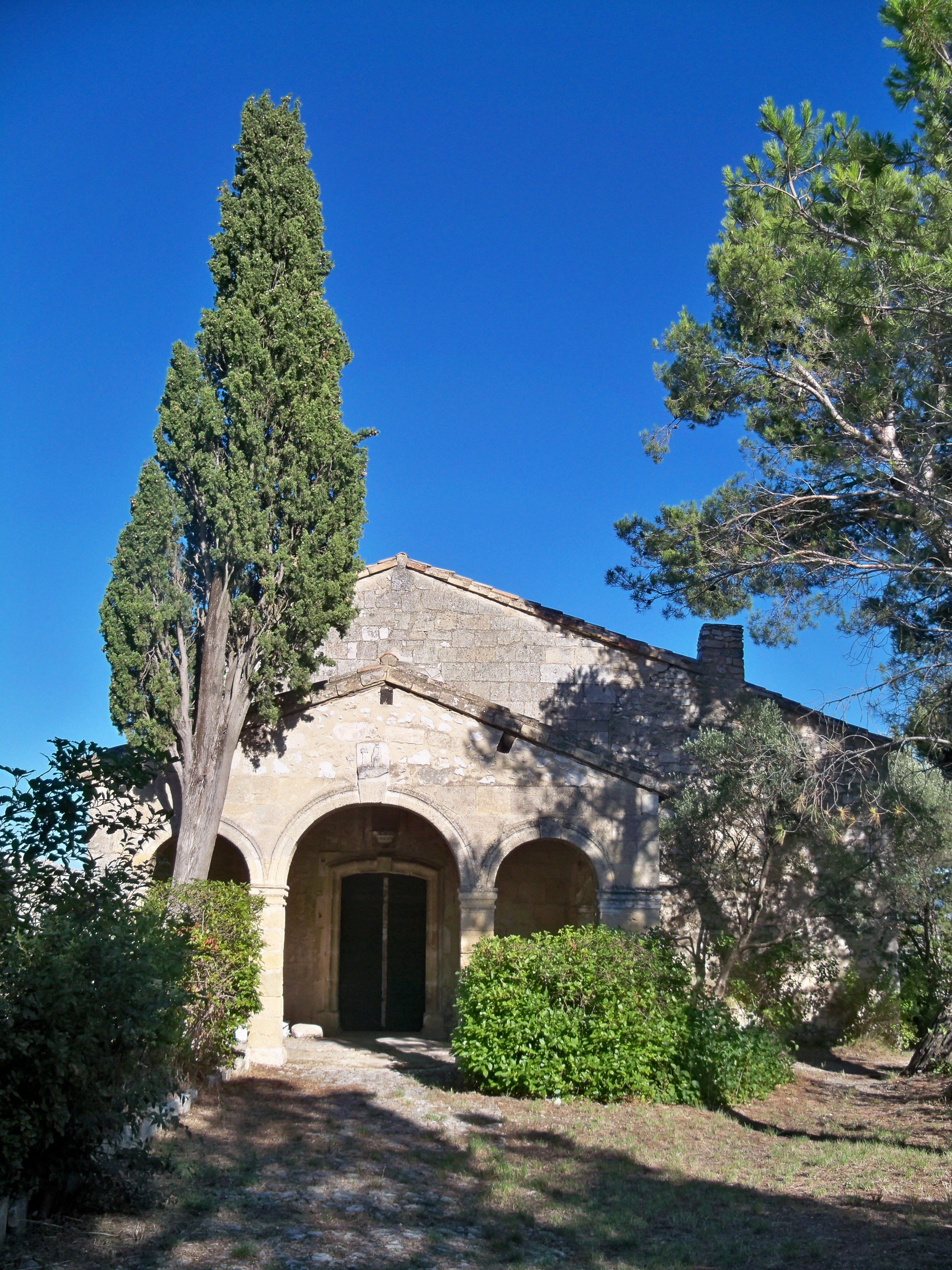
Kapelle Saint-Jacques
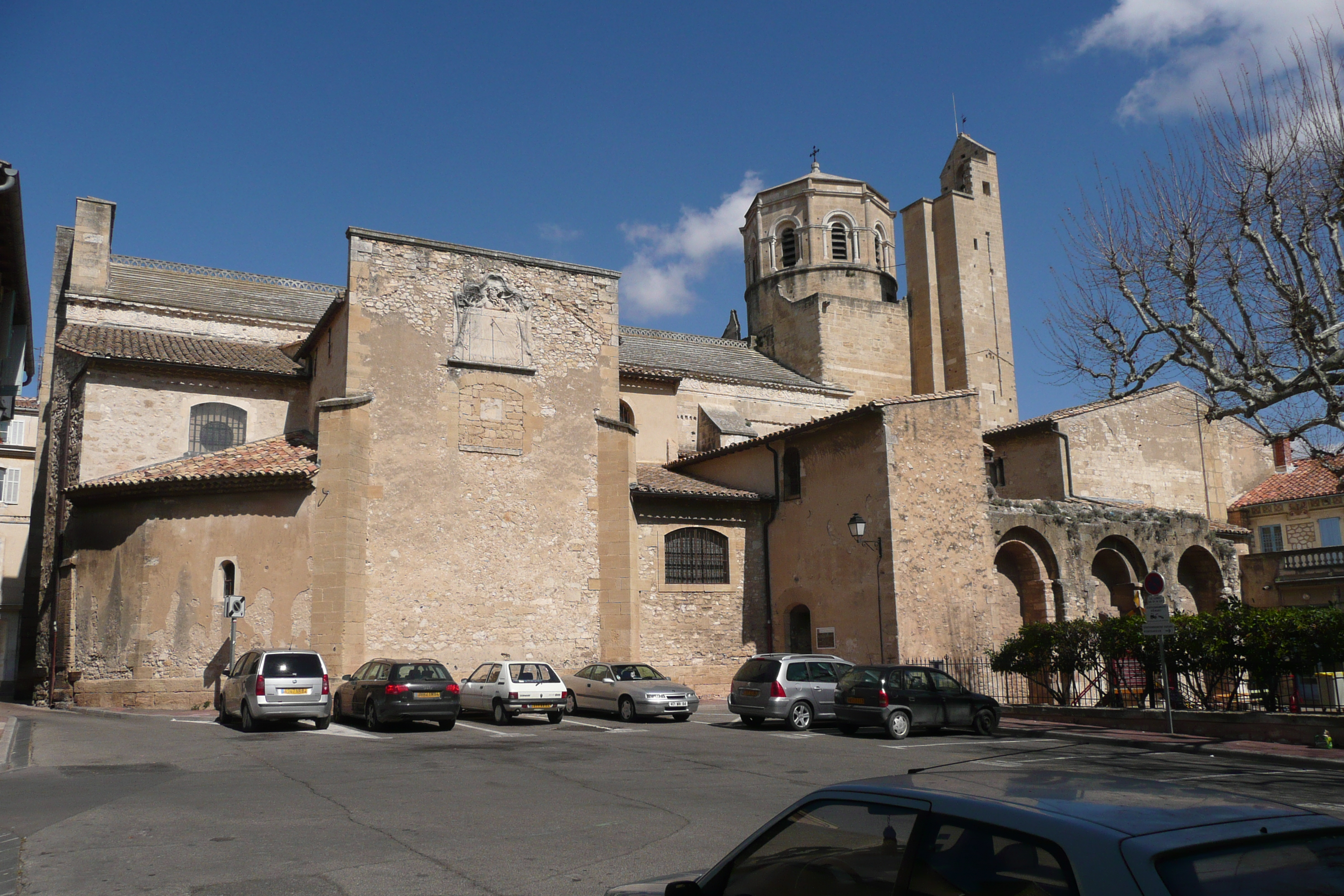
Kathedrale Saint-Véran

## Wirtschaft
Seit römischer Zeit ist Cavaillon für seine Zucht von und seinen Handel mit Frühgemüse und Frühobst bekannt. Allein 800.000 Tonnen Obst und Gemüse gelangen von den Feldern und Gewächshäusern Cavaillons über den Großmarkt auf die europäischen Märkte. Deshalb wird Cavaillon gelegentlich auch Hauptstadt der Melonen genannt.

## Politik
Die Stadt ist wie die meisten Gemeinden in der Provence konservativ bzw. rechts dominiert. Die UMP stellt mit Jean-Claude Bouchet den Bürgermeister und 26 der 35 Gemeinderäte der Stadt. Bei der Präsidentschaftswahl 2007 erreichte Nicolas Sarkozy mit 34,18 % die meisten Stimmen, 2012 Marine Le Pen mit 31,38 %.
Partnerstädte sind:
- Weinheim, Baden-Württemberg, Deutschland, seit 1958
- Langhirano, Emilia-Romagna, Italien, seit 2001

## Persönlichkeiten
- Philippe de Cabassole (1305–1372), römisch-katholischer Geistlicher, Lateinischer Patriarch von Jerusalem und Kardinal
- César de Bus (1544–1607), katholischer Priester und ein Seliger der römisch-katholischen Kirche
- Pierre-Joseph de Haitze (1656–1737), Regionalhistoriker
- Jean-Charles Monnier (1758–1816), General der Infanterie
- Azalaïs d’Arbaud (1834–1917), Dichterin
- Sylvain André (* 1995), Radrennfahrer

## Cavaillon im Film
Einige Szenen des Films Mr. Bean macht Ferien spielen am Bahnhof sowie in der Innenstadt Cavaillons.

## Eponyme
Der am 10. August 1994 entdeckte Asteroid (9392) Cavaillon trägt seit 2002 den Namen der Stadt.